# حس‌آمیزی (آرایه ادبی)
حس‌آمیزی (به انگلیسی: Synesthesia) در آرایه‌های ادبی، آمیختن دو یا چند حس است در کلام؛ به گونه‌ای که ایجاد موسیقی معنوی به تأثیر سخن بیفزاید. عبارت‌هایی چون «خبر تلخ»، «قیافه بانمک» نمونه‌هایی از حس‌آمیزی در ادبیات عامیانه است که در آن‌ها حس شنوایی و حس بینایی با حس چشایی آمیخته شده‌است. نقطه اوج حس‌آمیزی در شعر فارسی، اشعار بیدل دهلوی و صائب تبریزی و سهراب سپهری است.
- این بیت از بیدل از نمونه‌های حس‌آمیزی است.

| شمع روشن می‌توان کرد از صدای عندلیب |  | رنگ‌ها خفته‌است اینک در نوای عندلیب |

- در این بیت حافظ از شنیدن برای حس بویایی استفاده می‌کند:

| بوی بهبود ز اوضاع جهان می‌شنوم |  | شادی آورد گل و باد صبا شاد آمد |

- یا در این بیت حافظ به‌جای استفاده از شنیدن صدای عشق آن را می‌بیند:

| از صدای سخن عشق ندیدم خوش‌تر |  | یادگاری که در این گنبد دوّار بماند |

- در این شعر رودکی از حس لامسه در مصرع دوم استفاده می‌کند:[۱]

| ریگ آموی و درشتی راه او |  | زیر پایم پرنیان آید همی |

- گاهی شاعر چند حس را با هم استفاده می‌کند. به عنوان مثال حقوقی حس رنگ و صدا را به این شکل با هم درآمیخته است:[۱]

| ای کاش با فصاحت سنگین این کبود |  | اندام من تلفظ شیرین آب بود |

- از نمونه‌های دیگر حس آمیزی درهم‌آمیختن سه حس شنوایی، بینایی و بساوایی در این شعر شفیعی کدکنی است:[۱]

با حنجره چکاوک خردی که ماه دی
از پونه بهار سخن می‌گوید
وقتی کزان گلوله سربی
با قطره
قطره
قطره خونش
موسیقی مکرر و یکریز برف را
ترجیعی ارغوانی می‌بخشد.
- در این بیت طالب آملی درک حس چشایی را به شنوایی نسبت داده‌است:

| ما گرچه مرد تلخ شنیدن نه‌ایم لیک |  | تلخی که از زبان تو آید شنیدنی است |

- مزه را با حس چشایی در می‌یابیم و عبدالله مستوفی با مزه بودن را با نوشتن که بیشتر مربوط به حس لامسه است، آمیخته‌است:

| خط شکسته را هم محکم‌تر و با مزه‌تر از دیگران می‌نوشت |